# Письма римскому другу
«Письма римскому другу (Из Марциала)» — стихотворение (публикуемое также как поэтический цикл) Иосифа Бродского, написанное в марте 1972 года — за три месяца до отъезда из СССР. Исследователями творчества Бродского рассматривается как программный манифест поэта — «частного лица, занятого выяснением отношений с Языком и Историей», который отстаивает свой образ жизни перед всевластием вечной Империи.

## Форма и содержание
«Письма к римскому другу» обыкновенно публикуются как цикл, и в собрании сочинений 2001 года напечатано нумерованными частями. Произведение состоит из девяти восьмистрочных фрагментов, написанных сильно пеонизированным шестистопным хореем с женской клаузулой — двенадцатисложником. Это служит созданию «античного» настроения, а словесная конструкция сопоставима с римским одиннадцатисложником — «катулловым гендекасиллабом». Этот размер применял и Марциал, чьё имя вынесено в заглавие.
Все части цикла, кроме пятого и девятого, обращены некоему Постуму. В цикле вынесены следующие сквозные темы: преимущества жизни в провинции перед жизнью в столице; непредсказуемость судьбы; необратимость времени и невозвратность прошлого, одиночество персонажа. Пятый фрагмент адресован гетере, возможно, это пересказ «в лицах» запомнившегося автору фривольного эпизода. Этот фрагмент отсылает к греческой культуре, а не римской, ибо инвектива по адресу жадности гетеры — общее место античной греческой эпиграмматики. В девятом фрагменте-послании имя адресата также не упоминается.

## Литературные особенности
Л. Лосев отмечал, что в период 1972—1977 годов Иосиф Бродский тяготел к созданию серий стилистически сходных и в какой-то степени сюжетно связанных лирических текстов. Во многих произведениях Бродского 1970-х годов, как и в «Письмах римскому другу» представлена мечта частного человека, которого Л. Лосев именовал политической ипостасью лирического героя поэта. Это мечта поселиться у моря с подругой или в одиночестве, отгородившись от государства, чего в реальности добиться был не в состоянии. Мечты о частной жизни и мотив изгойства у Бродского нередко даны в условной обстановке, не столько фантастической, сколько вымышленной. Позднее поэт утверждал, что его переселение из СССР в США в 1972 году было пространственным перемещением из одной империи в другую.
Финская исследовательница Санна Турома (Университет Тампере) связывала мотив изоляции и изгнанничества одновременно с «южной ссылкой» Пушкина и темой Овидия. Таким образом, «Письма римскому другу» были, отчасти, и предвестием эмиграции. Для «Писем», по мнению С. Турома, характерен овидиевский топос периферийной провинции у моря.
Лев Лосев писал, что в «Письмах» явно представлена тема смерти. Она репрезентируется адресатом лирического героя по имени Постум. Дословное его значение по-латыни Postumus — «тот, кто после», такое имя давалось ребёнку, родившемуся после смерти отца. Это значение обыгрывалось ещё Горацием в оде «К Постуму». С циклом Бродского эту оду роднит как тема быстротечности жизни, так и мотив жизни, продолжающейся за вычетом автора (лирического героя). Бродский, вслед за Горацием, упоминает в концовке кипарис — кладбищенское дерево древних римлян. Последнее из посланий безадресно, в нём отсутствует «Я»:

Физические свойства мира, покинутого, оставленного (эти слова недаром сталкиваются в одной строке), остались прежними, он по-прежнему динамичен и предлагает себя живому чувственному восприятию: ярко сверкают глянцевитые листья лавра, ткань горяча от солнца, море шумит, парусник борется с ветром, дрозд щебечет. Но нет того, кто мог бы жмуриться от нестерпимого блеска, греться на солнцепеке, слушать шум моря и пение птицы, следить за парусником вдали и дочитать книгу. Кстати сказать, недочитанная книга — это тот же мир в литературном отражении, «Naturalis historia», попытка Плиния Старшего дать энциклопедическое описание всего природного мира.

## Публикации
- Бродский И. Письма римскому другу (Из Марциала) // Часть речи: Избранные стихи 1962—1989 / Сост. Э. Безносов; Худож. А. Еремин. — М. : Худож. лит., 1990. — С. 193—195. — 527 с. — Состав сборника утверждён автором. — ISBN 5-280-01791-4.
- Бродский И. Письма римскому друrу (Из Марциала) // Избранное / Ред.-сост. Г. Комаров, вступ. ст. Я. Гордин. — Москва — Париж — Нью-Йорк : Третья волна, 1993. — С. 162—164. — 295 с. — ISBN 5-8629-21-7.
- Бродский И. Письма римскому друrу (Из Марциала) («Нынче ветрено и волны с перехлёстом…») // Сочинения Иосифа Бродского / Сост. Г. Ф. Комаров. — СПб. : Пушкинский фонд, 2001. — Т. III. — С. 10—12. — 312 с. — ISBN 5-89803-068-9.